# Gilles Jaquet
Gilles Jaquet (* 16. Juni 1974 in La Chaux-de-Fonds) ist ein Schweizer Snowboarder.
Er fährt seit 1995 im Snowboard-Weltcup und erreichte bisher 15 Weltcupsiege (FIS-Tour und ISF-Tour). Bei den FIS-Snowboard-Weltmeisterschaften 2001 holte er die Goldmedaille im Parallelslalom. In der Saison 2001/02 wurde er Weltmeister der ISF-Tour. Er hat bereits drei Mal an den Olympischen Winterspielen teilgenommen und erreichte als beste Platzierung einen 8. Platz 2006 in Turin. 
Gilles Jaquet hat einen Universitätsabschluss in Mathematik und Sport. Er lebt in La Chaux-de-Fonds. 
Am 25. Oktober 2015 erlitt er bei einem Verkehrsunfall vor dem Hotel de l'Etoile in Charmey schwere Verletzungen, als ein Autofahrer wegen eines epileptischen Anfalls ungebremst in die auf dem Parkplatz befindliche Familie Jaquets fuhr. Der 71-jährige Lebensgefährte seiner Mutter wurde dabei getötet, der im Rollstuhl befindliche 43-jährige Bruder schwer und eine 10-jährige Nichte mittelschwer verletzt.